# 库丹
库丹（法語：Coudun，法語發音：[kudœ̃]）是法国瓦兹省的一个市镇，位于该省东部，属于贡比涅区。

## 地理
库丹（49°27'41"N, 2°48'52"E）面积10.4 平方千米，位于法国上法蘭西大區瓦兹省，该省份为法国北部内陆省份，北起索姆省，西接厄尔省和滨海塞纳省，南至塞纳-马恩省和瓦兹河谷省，东临埃纳省。
与库丹接壤的市镇（或旧市镇、城区）包括：博日、比安维尔、阿龙德河畔布赖讷、克莱鲁瓦、日罗蒙、隆格伊-阿内勒、马尔尼莱贡比涅、维莱叙库丹。

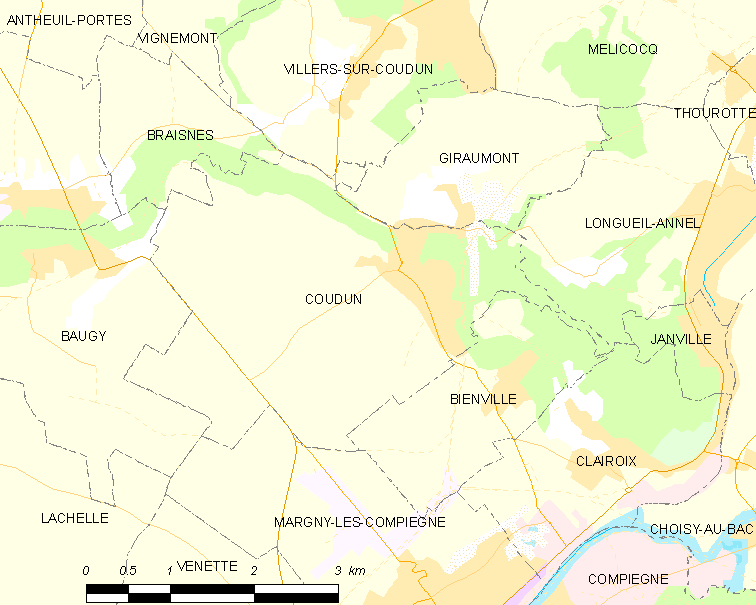
库丹的OSM定位图

库丹的时区为UTC+01:00、UTC+02:00（夏令时）。

## 行政
库丹的邮政编码为60150，INSEE市镇编码为60166。

## 政治
库丹所属的省级选区为埃斯特雷圣但尼县。

## 人口

1962-2008年间库丹人口变化图示

库丹于2022年1月1日时的人口数量为1054人。